# Merovingi

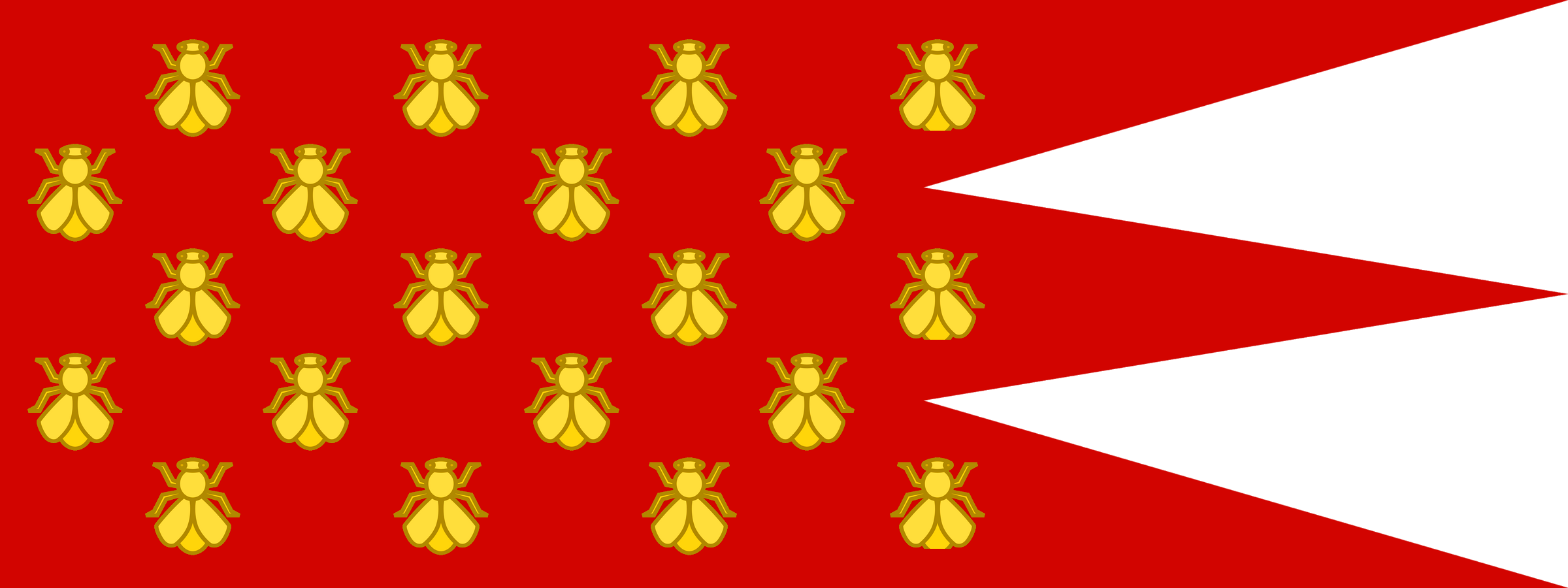
Stendardo dei Merovingi

I Merovingi (dal nome di Meroveo, leggendario capostipite della famiglia) furono la prima dinastia dei Franchi.

## Storia

### Origini

Il regno dei Franchi da Clodoveo I a Carlo Magno

Le vicende dei primi personaggi della dinastia sono in gran parte leggendarie: secondo le Grandi Cronache di Francia (Grandes Chroniques de France) di Gregorio di Tours, il primo re dei Franchi sarebbe stato Faramondo (Pharamond), figlio del duca dei Franchi Marcomero (Marcomer o Marcomir). Eletto re nel 420, Faramondo avrebbe suddiviso il suo popolo in due metà, e alla testa dei Franchi Salii (originariamente stanziati tra il basso Reno ed il mare del Nord) avrebbe passato il Reno per stabilirsi nel nord dell'attuale Francia, mentre i Franchi Ripuari o Renani sarebbero rimasti nella zona di Colonia e nell'attuale regione tedesca della Renania Settentrionale-Vestfalia.
Dopo la morte di Faramondo nel 428, gli sarebbe succeduto il figlio, Clodione, detto “il Capelluto” (Clodion le Chevelu), che tentò approcci con i Romani, benché avversato dall'elemento nazionalista interno. Respinto dalla Gallia dal generale romano Flavio Ezio, si spostò a saccheggiare la Turingia. Sconfitto una seconda volta in battaglia, negoziò la pace, ma la ruppe per impadronirsi di Tournai e Cambrai (Camaracum), da cui fu nuovamente cacciato. Infine firmò un patto di alleanza con l'impero (foedus), con il quale gli venne consentito di stanziarsi all'interno dell'impero stesso, nella regione di Tournai, provvedendo in cambio a difenderne i confini.
Morto Clodione nel 448, gli sarebbe succeduto Meroveo (Mérovée), che una più tarda leggenda voleva figlio del re e di un mostro marino, il quinotauro, e che forse non fu figlio di Clodione, ma solo suo parente. Come alleato dei Romani sembra abbia combattuto nella battaglia dei Campi Catalaunici del 451 guidata da Ezio contro gli Unni di Attila. Con il suo governo il regno dei Merovingi si installò nella Francia settentrionale.
A Meroveo succedette nel 457 il figlio Childerico I (Childéric), fortunosamente liberato dalla prigionia degli Unni, che in un primo momento fu cacciato dai nobili per le sue numerose avventure galanti. Ospitato dal re dei Turingi, ne sedusse la moglie Basina, che lo seguì al suo ritorno in Gallia e lo sposò, malgrado il precedente matrimonio. Combatté contro i Visigoti stanziati nel sud del paese, che minacciavano Orléans, e nel 468 sconfisse i Sassoni che minacciavano Angers e uccise Paolo, comandante militare gallo-romano a Soissons. Conquistò alcune regioni della Germania e morì nel 481. Fu sepolto a Tournai, dove la sua tomba fu scoperta nel XVIII secolo. Il corredo funerario della tomba lo mostra in abiti e atteggiamenti romani, e vi sono stati ritrovati 200 denari d'argento romani e 90 soldi d'oro imperiali, dimostrazione che il concetto di monetazione presso i Merovingi era soggetto a sbagli volontari e involontari: si usavano le due monete indistintamente e si tendeva anche a contraffare le monete imperiali. Durante il suo regno terminò nel 476 l'impero romano d'Occidente.

### Clodoveo I e la conversione al cattolicesimo
Clodoveo, nato verso il 466, è considerato il vero fondatore della dinastia. Salito al potere nel 481 coalizzò le tribù dei Franchi ed iniziò una politica di espansione a spese di Alemanni, Turingi, Burgundi (con i quali stese diverse alleanze e intrattenne rapporti contrastanti) e Visigoti (della Gallia del Sud, fino al 507, quando, dopo la pesante sconfitta nella battaglia di Vouillé che costò la vita allo stesso re Alarico II e la perdita della capitale Tolosa e di quasi tutti i territori nella regione gallica, furono costretti a varcare i Pirenei). Occupò inoltre l'ultima enclave romana costituita nel bacino della Senna da Siagrio il quale, sconfitto nel 486, si rifugiò proprio presso Alarico II che poi lo consegnò a Clodoveo. A conclusione del processo di espansione scelse come capitale Lutezia (l'attuale Parigi).
L'espansione dei Franchi, che possedevano ormai quasi tutta la Gallia, attirò l'attenzione sia di Teodorico, re degli Ostrogoti, che cercò di aiutare i Visigoti inviando loro delle truppe, sia dell'imperatore d'Oriente Anastasio, che invece cercò di allearsi con Clodoveo per ridimensionare gli Ostrogoti stanziati in Italia ed ottenere la sua sottomissione formale. Dal punto di vista di Clodoveo l'offerta di Anastasio da una parte poteva legittimare le conquiste, ponendola come ristabilimento dell'autorità sovrana imperiale rispetto ai suoi sudditi, dall'altra li avrebbe messi in lotta contro i popoli germanici ben più vicini geograficamente e culturalmente. Inoltre il regno dei Franchi, che erano tra i popoli meno romanizzati, era l'ultimo ancora pagano in Europa occidentale.
Re Clodoveo fece allora una scelta singolare, cioè quella di convertirsi, imponendo il battesimo al proprio popolo, ma non secondo la fede ariana, predominante nei popoli germanici, ma secondo il credo niceno, accettando la sottomissione solo e soltanto al vescovo di Roma. La scelta ebbe una portata storica molto forte, in quanto i Franchi furono il primo popolo “barbaro” che accettò il primato del papato. Le ragioni di tale scelta possono essere individuate nella volontà di Clodoveo di legittimarsi direttamente da Roma (e quindi dall'Impero delle origini), anziché da Costantinopoli, e di ribadire la propria identità nazionale con una scelta diversa da quella degli altri popoli germanici. Accantonata la liturgia già in uso dai vescovi gallo-romani, Clodoveo fece applicare la liturgia e la disciplina del vescovo dell'Urbe, facendo diventare i Franchi i "figli primogeniti della Chiesa romana", e dunque i principali alleati politici e difensori di Roma. Ma la conversione presentò anche alcuni rischi per la casa regnante, perché poteva scontentare i suoi maggiori fedeli di cultura pagana e inoltre toglieva alla sua dinastia l'aura sacrale derivata dalla tradizione leggendaria. Nella pratica comunque l'accettazione del cristianesimo non va vista come assoluta, poiché quelle popolazioni spesso avevano credenze religiose sincretiche e sicuramente convissero con i vecchi costumi religiosi e militari tradizionali.
L'Historia Francorum di Gregorio di Tours data la conversione di Clodoveo al 25 dicembre 496, data respinta ormai da molti storici che la collocano al 506, alla vigilia del conflitto con gli ariani Visigoti. I principali artefici della conversione regale, sempre secondo Gregorio, furono la burgunda regina Clotilde e san Remigio, vescovo di Reims, anche se occorre tener presente che la forte personalità e lo spiccato intuito politico di Clodoveo, che peraltro non risulta aver dato segnali di particolare religiosità o aver mutato abitudini personali, gli avranno suggerito più una valutazione sulla reale importanza sociale e politica della Chiesa, piuttosto che considerazioni di carattere personale; a ciò si aggiunga anche che buona parte delle popolazioni stanziate sui territori oggetto delle sue conquiste era di fede cattolica.
La vittima più illustre di questo stato di cose fu Teodorico, re degli Ostrogoti d'Italia, che aveva imperniato la sua politica su una rete di alleanze (anche matrimoniali: sposò Audefleda, sorella di Clodoveo) e accordi di non belligeranza con gli Stati più importanti d'Europa. Ma come ha osservato Paolo Lamma, “il problema franco è la chiave di volta dei rapporti barbarici occidentali; Teodorico lo ha compreso e ha cercato di attrarre anche questa forza nel suo sistema di equilibrio, ma la politica franca si muove su linee diverse da quelle da lui auspicate. È un imperialismo particolare che mira ad un dominio, più che a una collaborazione, sulle genti vicine.”. Alla crisi si giunse dopo la già citata battaglia di Vouillé, vinta dai Franchi a spese dei Visigoti, aiutati dagli Ostrogoti di Teodorico (e dunque anche vinta dalla politica espansionistica contro quella diplomatica); Clodoveo chiese all'imperatore d'Oriente Anastasio la dignità consolare, che ottenne ("proconsole") prontamente con le relative insegne. Anastasio infatti non aspettava altro che un'occasione propizia per mettere in difficoltà Teodorico, che non era solo uno scomodo vicino con il quale aveva in sospeso dispute di confine, ma aveva anche problemi inerenti alla Chiesa di Roma. Si creò dunque un'alleanza Oriente-Gallia che si poteva contrapporre a quella Italia-Spagna e che teneva Teodorico chiuso in una morsa da cui non fu più in grado di uscire, anche per il successivo mutare della situazione politica internazionale.
Il regno di Clodoveo si frammentò tra i quattro eredi (Clotario, Clodomiro, Teodorico e Childeberto), secondo le usanze del tempo che consideravano le conquiste territoriali alla stregua del patrimonio personale di beni mobili, i quali continuarono la politica paterna di espansione a spese di Burgundi e Turingi, e con l'annessione della Borgogna, ceduta dal re ostrogoto Vitige. Qualche difficoltà fu incontrata da Childeberto nella sua politica di intervento in Italia come alleato dei bizantini contro i Longobardi del re Autari, la cui resistenza, seppure con alterne fortune, indusse il re franco a non insistere nel tentativo di impadronirsi dell'Italia settentrionale.

### "Re fannulloni"
I quattro figli maschi di Clotario, ultimo sopravvissuto dei figli di Clodoveo, divisero a loro volta nuovamente il regno in altrettante regioni, che negli anni successivi vennero anche allargate grazie a conquiste verso oriente e verso sud. Neustria e Aquitania andarono a Cariberto I, Austrasia, e Alvernia e Provenza a Sigeberto I, Borgogna a Gontrano e la regione attorno a Tournai a Chilperico I. Restavano fuori dalla sfera di influenza franca lo stato degli Alamanni (più o meno l'attuale Svizzera), la Bretagna, l'Occitania e i vasconi (i Paesi Baschi) dell'area pirenaica.
La nascita in quei tempi dei primi abbozzi della futura lingua francese rende bene l'idea di una popolazione prevalentemente gallo-romana (il francese è infatti lingua neolatina) assoggettata alla minoranza germanico-franca al potere. Il retaggio culturale latino era ancora più forte nelle città del versante mediterraneo, dove infatti la lingua provenzale e occitana sono più marcatamente neolatine.
Nel VI secolo il regno franco pativa una crisi non solo economica per le difficoltà dell'agricoltura, ma soprattutto per la disgregazione politica dovuta alla debolezza cronica dei re Merovingi, che, per questo motivo, vennero infatti chiamati "re fannulloni", e che portò ben presto il loro potere ad affievolirsi a favore di un casato di maestri di palazzo (o "maggiordomi"), i Pipinidi (poi Carolingi). Va comunque rilevato che il giudizio negativo sui Merovingi proposto dal biografo di Carlo Magno Eginardo, influenzò notevolmente la storiografia successiva, etichettando quella stirpe come una dinastia inutile, a cui volutamente contrappone l'esercizio di tutti i poteri politici ed economici da parte dei maestri di palazzo. Questi re avrebbero avuto, secondo Eginardo, esclusivamente un ruolo cerimoniale e di facciata: contenti del loro titolo, sedevano inoperosi sul trono intervenendo nelle udienze con quanto veniva loro suggerito o imposto dai prefetti (come definiva i maestri di palazzo); deboli anche economicamente, oltre all'appannaggio che veniva deciso ed erogato a loro piacimento dai prefetti, essi possedevano solo una tenuta agricola (peraltro poco produttiva), con i relativi servi, e si spostavano su carri trainati da buoi e condotti da bovari. In realtà i Merovingi, al di là del carattere caricaturale (e storicamente improbabile) di queste descrizioni e della effettiva debolezza, ebbero comunque il merito di creare e istituzionalizzare la monarchia franca da un agglomerato di antiche tradizioni sociali e di organizzazioni economiche di origine germanica, ponendo il nuovo popolo franco sulla via della civilizzazione.
Una prima riunificazione era stata provata, nella seconda metà del VI secolo, dalla regina d'Austrasia Brunechilde, vedova di Sigeberto I, a capo del regno in reggenza dei figli e poi, dopo la morte prematura di essi, dei nipoti. Ma l'impresa riuscì solo nel 613: Clotario II di Neustria riuscì a ricomporre tutto il regno franco sotto la sua autorità, avvalendosi dell'aiuto di due importanti esponenti dell'aristocrazia austrasiana, Arnolfo di Metz e Pipino di Landen. Nello stesso anno Clotario mise a morte Brunechilde, che aveva perso l'appoggio della nobiltà. A differenza di Brunechilde, Clotario ebbe l'indiscutibile vantaggio, per la nobiltà franca, di lasciar loro un ampio margine di potere. L'anno successivo egli legava la nomina dei vescovi alla sanzione reale.
Alla morte di Clotario (629) Arnolfo si ritirò in un monastero (dove più tardi sarebbe morto in odore di santità), mentre il nuovo re Dagoberto I, di cui Arnolfo era già precettore e Pipino influentissimo maestro di palazzo in Austrasia fin dal 624, sentendo forse l'oppressione della nobiltà australina, spostò la corte da Metz a Lutezia (Parigi), portando con sé Pipino, che nella nuova capitale aveva meno appoggi ed era più facilmente controllabile. Nel 639 Dagoberto morì lasciando dei figli bambini, e un anno dopo morì anche Pipino.
Il declino merovingio, oltre ad un processo di deterioramento interno del potere (frazionamento del regno, lotte intestine alla dinastia e minorità di molti degli eredi), è certamente da mettere in relazione con la posizione di rilievo assunta da alcune famiglie nobili che potevano competere con il trono a livello economico, di potere e di influenza sociale. I futuri Carolingi in particolare, grazie al ruolo di maestri di palazzo, avevano un controllo smisurato su tutte le attività della nazione franca, e già dalla metà del VII secolo furono in grado di tentare un colpo di Stato. Nel 631 infatti Grimoaldo, figlio di Pipino di Landen, assumeva la carica di maestro di palazzo e, credendo i tempi maturi per un colpo di mano, tentò di assicurare il trono a suo figlio Childeberto, facendolo adottare dalla famiglia merovingia. Ma l'opposizione della nobiltà reagì duramente e, subito dopo la prematura morte naturale di Childeberto, trucidò circa nel 656 lo stesso Grimoaldo. La linea maschile dei pipinidi si era esaurita, ma la struttura socio-familiare dell'epoca consentì la continuazione della stirpe attraverso Begga, sorella di Grimoaldo e dunque figlia di Pipino, che sposò Ansegiso, figlio di Arnolfo, vescovo di Metz, e diede alla luce Pipino di Herstal. Fu solo nel 687 che costui, dopo aver guadagnato l'appoggio della nobiltà, riuscì a diventare la nuova guida per i franchi, rinsaldata dalla leggendaria vittoria di suo figlio Carlo Martello a Poitiers e consacrata con Pipino il Breve, che fondò la dinastia reale pipinide-arnolfingia, poi detta carolingia, la quale dunque, considerando le linee materne, discendeva dalla merovingia.
Uno dei maggiori problemi in merito alla caduta della dinastia merovingia era costituito dalla sua indiscussa legittimità, che non era intaccata nemmeno dall'incapacità e debolezza o dalla minore età di molti re; una legittimità sacra che di fatto per molto tempo impedì che le famiglie nobili del regno, prime fra tutte quelle dei maestri di palazzo, s'impadronissero del trono con un atto rivoluzionario. Lo stesso Eginardo fu costretto a riconoscere che solo grazie all'alleanza tra il papa Zaccaria e Pipino il Breve si giunse alla caduta della dinastia regnante, con un atto d'imperio del pontefice che ordinò di chiudere Childerico III in un monastero e di nominare Pipino re dei Franchi, in base al principio che nessuno avrebbe dovuto essere re solo di nome, ma doveva esserlo anche nei fatti. Una tale ricostruzione storica del biografo di Carlo Magno (che per dovere d'ufficio non avrebbe certo potuto gettare ombre sull'operato della dinastia pipinide da cui Carlo discendeva) rendeva Pipino quasi uno spettatore della vicenda di cui era protagonista, che si era svolta per diretto intervento e con l'autorità del Vicario di Cristo.

## Rapporto con i maggiordomi di palazzo
Al tempo in cui regnarono (V-VIII secolo) il potere politico era diviso tra il re e il maggiordomo di palazzo, in un rapporto paragonabile a quello, più tardo, tra l'imperatore e lo Shōgun nel Giappone feudale. Allo stesso modo, infatti, formalmente il maggiordomo non poteva avere un potere maggiore del suo sovrano; tuttavia, era proprio il signore di palazzo che radunava le truppe nei "campi di Maggio" (grandi assemblee nelle quali, ogni primavera, si riunivano gli uomini armati) e conduceva le campagne militari, esercitando nei fatti il ruolo di comandante supremo dello stato guerriero. Il potere si basava infatti soprattutto sull'esercito o, piuttosto, sulla guardia del corpo del sovrano, che, oltre a quelli militari, aveva anche incarichi politici e giudiziari.
Proprio a causa di questo potere che via via andava ingrandendosi nelle mani dei maggiordomi, la dinastia pipinide (poi carolingia), dalla quale proveniva la maggior parte dei signori di palazzo, prese progressivamente il sopravvento sulla merovingia per poi sostituirla completamente. Lo stesso Eginardo, biografo ufficiale di Carlo Magno, nella sua opera tenta di dimostrare che la stirpe merovingia non sarebbe tanto caduta per un colpo di mano o per l'ambizione dei Pipinidi, quanto piuttosto per la totale incapacità dei Merovingi a governare; inoltre, lo sforzo di presentare Carlo Martello e Pipino il Breve (rispettivamente nonno e padre di Carlo Magno) come di fatto i veri detentori del potere, tendeva a cancellare il sospetto di un colpo di Stato nell'assunzione del titolo regio da parte di Pipino.

## La corte
La numerosa corte non aveva sede fissa e si manteneva con i proventi delle rendite fiscali dei terreni. L'amministrazione periferica era assicurata dai conti, prima funzionari militari, poi anche civili, nominati dal re e anch'essi mantenuti con rendite rurali dei possedimenti sotto la loro giurisdizione e con le ammende comminate ai colpevoli di reati; alcune contee erano raggruppate sotto il controllo di duchi, funzionari militari di grado più alto, mentre all'interno delle città l'amministrazione era completamente nelle mani dei vescovi, sulla cui elezione e sulle cui proprietà interveniva direttamente il re.
Nell'ambito della corte alcuni personaggi di maggior rilievo costituirono un ceto forte e geloso dei suoi privilegi e dello stesso sovrano, i Maestri di Palazzo o Maggiordomi, che da un lato controllavano il re, e dall'altro agivano in suo nome con un potere praticamente illimitato che concedeva loro anche la tutela dei sovrani minorenni ed il conseguente controllo delle lotte dinastiche.
Tra le famiglie collaboratrici all'interno della corte dei Merovingi, assumevano un ruolo importante per la politica dei reali i denominati courrier, i quali tenevano la corrispondenza scritta tra i diversi territori e regni in Europa. Tale prassi diede avvio ad una forma prodromica di diplomazia scritta. I courrier come altre famiglie, dimostravano maestranze speciali consolidate nel tempo e quindi ricevevano titoli e riconoscenze nobiliari per questi servigi.

## Leggende
L'appellativo di "re taumaturghi" per i Merovingi risulta dubbio: in realtà il primo accenno storico scritto di re taumaturgo è riferito solo a Enrico I di Francia, esponente della terza dinastia di re di Francia, i Capetingi, presumibilmente per il fatto che i Merovingi erano analfabeti.. Di Enrico si racconta infatti di come guarisse le scrofole con l'imposizione delle mani. La taumaturgia era in qualche modo un fatto d'esperienza che nemmeno i più scettici, nel XIV secolo, si sognavano di mettere in dubbio.
Tardivamente è attestato anche l'appellativo di "re mosca", per via dell'insetto raffigurato sul loro stemma.
Secondo altre ipotesi, al solito basate su quella che è una lampante "etimologia facile", i Merovingi deriverebbero dalla gens Claudia e gli avi di Clodoveo, primo re merovingio, sarebbero stati servi affrancati dai Claudi, malgrado il nome "Hlodowig", nell'idioma germanico dei Franchi, sia con ogni evidenza composto da hlod («illustre») e wig («battaglia»).

### Leggende moderne
Secondo la medievale “Legenda Aurea”, Maria Maddalena, dopo la crocifissione di Gesù, sarebbe fuggita dalla Palestina su una barca per approdare in Provenza, da dove avrebbe poi risalito il Rodano.
La leggenda è ripresa nel best seller Il santo Graal di Michael Baigent, Richard Leigh e Henry Lincoln, un libro del 1982 che ha dato lo spunto a moltissimi altri testi sulla "linea di sangue del Graal", pur non essendo suffragata da alcuna fonte storica: i Merovingi sarebbero i discendenti di Gesù e della Maddalena. Secondo questo scenario, Maria Maddalena, incinta, risalì il Rodano raggiungendo la tribù dei Franchi, che non sarebbe altro che la tribù ebraica di Beniamino nella diaspora, ed avrebbe avuto un figlio di nome Giacomo. I Merovingi, i primi re dei Franchi, proprio a causa di questa origine avrebbero avuto l'appellativo di re taumaturghi (guaritori), per la loro facoltà di guarire gli infermi con il solo tocco delle mani, come il Gesù dei Vangeli, e le leggende legate alla paternità di Meroveo simboleggerebbero l'unione della stirpe dei Franchi con quella graalica, proveniente d'oltremare. Il santo Graal non sarebbe altro che il sang real ovvero il sangue regale di questa stirpe dalle origini nobilissime.
A parte Jacopo da Varazze, autore della Legenda Aurea, le uniche fonti citate dai tre autori per sostenere che i Merovingi discenderebbero da Gesù e dalla tribù ebraica di Beniamino sono Les dossiers secrets del Priorato di Sion, una serie di documenti dattiloscritti depositati presso la Biblioteca Nazionale di Parigi negli anni sessanta. Questi testi contengono complicate linee di discendenza ed elenchi di presunti Gran Maestri del Priorato (descritti come i custodi del vero segreto del Graal), ma che le ultime ricerche hanno confermato inventate di sana pianta da Pierre Plantard per millantare una propria personale discendenza nobiliare dai Merovingi.
Secondo Michel Lamy molti dei libri del famoso scrittore Jules Verne nascondono indizi, ed una più ampia caccia al tesoro dei Re Merovingi. Secondo questa Ucronia il famoso scrittore narra una storia segreta ed il suo apice è nel libro Clovis Dardentor e il suo titolo eloquente. Lamy ci dice che, innanzi tutto, Clovis evoca il famoso re Clodoveo. Quanto a Dardentor, il termine può essere scomposto in d'ardent or (di oro ardente), espressione che indicherebbe in d'ardent il rapporto con il titolo "rampollo ardente" che fu conferito precisamente al discendente di Dagoberto II che avrebbe potuto rifugiarsi a Rennes-le-Château, dove potrebbe essere vissuto per un certo tempo. Così il nome del personaggio principale, il titolo stesso del libro, ci annuncia che Jules Verne sta per parlarci, con parole velate, dell'Oro dei Discendenti dei Re Merivingi.

## Linea di successione
|                            |                            |                       |                       |                         |                        |                          |                          |                              |                              |                           |                           |                        |                        |                          |                          |                            |                             |                             |                         |
|                            |                            |                       |                       | Clodio *? †?            |                        |                          |                          |                              |                              |                           |                           |                        |                        |                          |                          |                            |                             |                             |                         |
|                            |                            |                       |                       |                         |                        |                          |                          |                              |                              |                           |                           |                        |                        |                          |                          |                            |                             |                             |                         |
|                            |                            |                       |                       |                         |                        |                          |                          |                              |                              |                           |                           |                        |                        |                          |                          |                            |                             |                             |                         |
|                            |                            |                       |                       | Marcomero *~347 †~404   |                        |                          |                          |                              |                              |                           |                           |                        |                        |                          |                          |                            |                             |                             |                         |
|                            |                            |                       |                       |                         |                        |                          |                          |                              |                              |                           |                           |                        |                        |                          |                          |                            |                             |                             |                         |
|                            |                            |                       |                       |                         |                        |                          |                          |                              |                              |                           |                           |                        |                        |                          |                          |                            |                             |                             |                         |
|                            |                            |                       |                       | Faramondo *~370 †~427   |                        |                          |                          |                              |                              |                           |                           |                        |                        |                          |                          |                            |                             |                             |                         |
|                            |                            |                       |                       |                         |                        |                          |                          |                              |                              |                           |                           |                        |                        |                          |                          |                            |                             |                             |                         |
|                            |                            |                       |                       |                         |                        |                          |                          |                              |                              |                           |                           |                        |                        |                          |                          |                            |                             |                             |                         |
|                            |                            |                       |                       | Clodione *? †~447       |                        |                          |                          |                              |                              |                           |                           |                        |                        |                          |                          |                            |                             |                             |                         |
|                            |                            |                       |                       |                         |                        |                          |                          |                              |                              |                           |                           |                        |                        |                          |                          |                            |                             |                             |                         |
|                            |                            |                       |                       |                         |                        |                          |                          |                              |                              |                           |                           |                        |                        |                          |                          |                            |                             |                             |                         |
|                            |                            |                       |                       | Meroveo *448 †457       |                        |                          |                          |                              |                              |                           |                           |                        |                        |                          |                          |                            |                             |                             |                         |
|                            |                            |                       |                       |                         |                        |                          |                          |                              |                              |                           |                           |                        |                        |                          |                          |                            |                             |                             |                         |
|                            |                            |                       |                       |                         |                        |                          |                          |                              |                              |                           |                           |                        |                        |                          |                          |                            |                             |                             |                         |
|                            |                            |                       |                       | Childerico I *~436 †481 |                        |                          |                          |                              |                              |                           |                           |                        |                        |                          |                          |                            |                             |                             |                         |
|                            |                            |                       |                       |                         |                        |                          |                          |                              |                              |                           |                           |                        |                        |                          |                          |                            |                             |                             |                         |
|                            |                            |                       |                       |                         |                        |                          |                          |                              |                              |                           |                           |                        |                        |                          |                          |                            |                             |                             |                         |
|                            |                            |                       |                       | Clodoveo I *466 †511    |                        |                          |                          |                              |                              |                           |                           |                        |                        |                          |                          |                            |                             |                             |                         |
|                            |                            |                       |                       |                         |                        |                          |                          |                              |                              |                           |                           |                        |                        |                          |                          |                            |                             |                             |                         |
|                            |                            |                       |                       |                         |                        |                          |                          |                              |                              |                           |                           |                        |                        |                          |                          |                            |                             |                             |                         |
| Teodorico I *~485 †533/534 | Teodorico I *~485 †533/534 | Clodomiro *495 †524   | Clodomiro *495 †524   | Ingomero *? †494        | Ingomero *? †494       | Childeberto I *~497 †558 | Childeberto I *~497 †558 |                              | Clotario I *~497 †561        | Clotario I *~497 †561     |                           |                        |                        |                          |                          |                            |                             |                             |                         |
|                            |                            |                       |                       |                         |                        |                          |                          |                              |                              |                           |                           |                        |                        |                          |                          |                            |                             |                             |                         |
|                            |                            |                       |                       |                         |                        |                          |                          |                              |                              |                           |                           |                        |                        |                          |                          |                            |                             |                             |                         |
| Teodeberto I *~504 †548    | Teodeberto I *~504 †548    | Clodoaldo *~524 †~560 | Clodoaldo *~524 †~560 | Cariberto I *~520 †568  | Cariberto I *~520 †568 | Gontrano *525 †592       | Gontrano *525 †592       | Sigeberto I *535 †575        | Sigeberto I *535 †575        |                           |                           |                        |                        | Chilperico I *~535 †584  | Chilperico I *~535 †584  |                            |                             |                             |                         |
|                            |                            |                       |                       |                         |                        |                          |                          |                              |                              |                           |                           |                        |                        |                          |                          |                            |                             |                             |                         |
|                            |                            |                       |                       |                         |                        |                          |                          |                              |                              |                           |                           |                        |                        |                          |                          |                            |                             |                             |                         |
| Teodebaldo I *535 †555     | Teodebaldo I *535 †555     |                       |                       |                         |                        |                          |                          | Childeberto II *570 †595/596 | Childeberto II *570 †595/596 |                           |                           |                        | Meroveo II *? †577     | Meroveo II *? †577       | Clotario II *584 †629    | Clotario II *584 †629      |                             |                             |                         |
|                            |                            |                       |                       |                         |                        |                          |                          |                              |                              |                           |                           |                        |                        |                          |                          |                            |                             |                             |                         |
|                            |                            |                       |                       |                         |                        |                          |                          |                              |                              |                           |                           |                        |                        |                          |                          |                            |                             |                             |                         |
|                            |                            |                       |                       |                         |                        |                          | Teodeberto II *586 †612  | Teodeberto II *586 †612      | Teodorico II *587 †613       | Teodorico II *587 †613    |                           |                        |                        | Dagoberto I *606 †639    | Dagoberto I *606 †639    | Cariberto II *~608 †631    | Cariberto II *~608 †631     |                             |                         |
|                            |                            |                       |                       |                         |                        |                          |                          |                              |                              |                           |                           |                        |                        |                          |                          |                            |                             |                             |                         |
|                            |                            |                       |                       |                         |                        |                          |                          |                              |                              |                           |                           |                        |                        |                          |                          |                            |                             |                             |                         |
|                            |                            |                       |                       |                         |                        |                          |                          |                              | Sigeberto II *601 †613       | Sigeberto II *601 †613    | Clodoveo II *~634 †657    | Clodoveo II *~634 †657 |                        |                          |                          |                            | Sigeberto III *630/631 †656 | Sigeberto III *630/631 †656 |                         |
|                            |                            |                       |                       |                         |                        |                          |                          |                              |                              |                           |                           |                        |                        |                          |                          |                            |                             |                             |                         |
|                            |                            |                       |                       |                         |                        |                          |                          |                              |                              |                           |                           |                        |                        |                          |                          |                            |                             |                             |                         |
|                            |                            |                       |                       |                         |                        |                          |                          | Clotario III *~652 †673      | Clotario III *~652 †673      | Childerico II *~653 †675  | Childerico II *~653 †675  |                        |                        | Teodorico III *~652 †691 | Teodorico III *~652 †691 | Dagoberto II *~652 †679    | Dagoberto II *~652 †679     | Childeberto *? †657/662     | Childeberto *? †657/662 |
|                            |                            |                       |                       |                         |                        |                          |                          |                              |                              |                           |                           |                        |                        |                          |                          |                            |                             |                             |                         |
|                            |                            |                       |                       |                         |                        |                          |                          |                              |                              |                           |                           |                        |                        |                          |                          |                            |                             |                             |                         |
|                            |                            |                       |                       |                         |                        |                          |                          |                              |                              | Chilperico II *~670 †721  | Chilperico II *~670 †721  | Clodoveo III *678 †695 | Clodoveo III *678 †695 | Clotario IV *~682 †719   | Clotario IV *~682 †719   | Childeberto III *~683 †711 | Childeberto III *~683 †711  | · Pipinidi                  | · Pipinidi              |
|                            |                            |                       |                       |                         |                        |                          |                          |                              |                              |                           |                           |                        |                        |                          |                          |                            |                             |                             |                         |
|                            |                            |                       |                       |                         |                        |                          |                          |                              |                              |                           |                           |                        |                        |                          |                          |                            |                             |                             |                         |
|                            |                            |                       |                       |                         |                        |                          |                          |                              |                              | Childerico III *~714 †755 | Childerico III *~714 †755 |                        |                        |                          |                          | Dagoberto III *~699 †715   | Dagoberto III *~699 †715    |                             |                         |
|                            |                            |                       |                       |                         |                        |                          |                          |                              |                              |                           |                           |                        |                        |                          |                          |                            |                             |                             |                         |
|                            |                            |                       |                       |                         |                        |                          |                          |                              |                              |                           |                           |                        |                        |                          |                          |                            |                             |                             |                         |
|                            |                            |                       |                       |                         |                        |                          |                          |                              |                              | Teodorico fl. 753         | Teodorico fl. 753         |                        |                        |                          |                          | Teodorico IV *~713 †737    | Teodorico IV *~713 †737     |                             |                         |
|                            |                            |                       |                       |                         |                        |                          |                          |                              |                              |                           |                           |                        |                        |                          |                          |                            |                             |                             |                         |
|                            |                            |                       |                       |                         |                        |                          |                          |                              |                              |                           |                           |                        |                        |                          |                          |                            |                             |                             |                         |
|                            |                            |                       |                       |                         |                        |                          |                          |                              |                              | · ultimo dei Merovingi    |                           |                        |                        |                          |                          |                            |                             |                             |                         |

### Relazioni dinastiche franche
| Arnolfingi | Arnolfingi | Arnolfingi | Arnolfingi | Arnolfingi | Arnolfingi | Pipinidi | Pipinidi | Pipinidi | Pipinidi | Pipinidi | Pipinidi | Merovingi | Merovingi | Merovingi | Merovingi | Merovingi | Merovingi | Robertingi | Robertingi | Robertingi | Robertingi | Robertingi | Robertingi | Carolingi | Carolingi | Carolingi | Carolingi | Carolingi | Carolingi | Geroldini | Geroldini | Geroldini | Geroldini | Geroldini | Geroldini | Welfen | Welfen | Welfen | Welfen | Welfen | Welfen | Unrochingi | Unrochingi | Unrochingi | Unrochingi | Unrochingi | Unrochingi | Popponidi | Popponidi | Popponidi | Popponidi | Popponidi | Popponidi | Ottoniani | Ottoniani | Ottoniani | Ottoniani | Ottoniani | Ottoniani | Capetingi | Capetingi | Capetingi | Capetingi | Capetingi | Capetingi |  |  |

| Imperator Romanorum (Impero carolingio) | Imperator Romanorum (Impero carolingio) | Imperator Romanorum (Impero carolingio) | Imperator Romanorum (Impero carolingio) | Imperator Romanorum (Impero carolingio) | Imperator Romanorum (Impero carolingio) | Imperator Romanorum (Sacro Romano Impero) | Imperator Romanorum (Sacro Romano Impero) | Imperator Romanorum (Sacro Romano Impero) | Imperator Romanorum (Sacro Romano Impero) | Imperator Romanorum (Sacro Romano Impero) | Imperator Romanorum (Sacro Romano Impero) |  |  |

|  |  |  |  |  |  |  |  |                           |                           |                           |                           |                                |                                |                                |                                |                                 |                                 |                                 |                                 |                                 |                                 |                                |                                |                                        |                                        |                                        |                                        |                                        |                                        |                   |                   |                           |                           |                                 |                                 |                                 |                                 |                                 |                                 |                                |                                |                                |                                |                             |                             |                             |                             |                              |                              |                              |                              |                              |                              |                               |                          |                            |                            |                            |                            |                            |                            |  |  |  |  |  |  |  |  |  |  |  |  |
|  |  |  |  |  |  |  |  |                           |                           |                           |                           |                                |                                |                                |                                |                                 |                                 |                                 |                                 |                                 |                                 |                                |                                |                                        |                                        |                                        |                                        |                                        |                                        |                   |                   | Arnolfo di Metz *582 †641 | Arnolfo di Metz *582 †641 | Arnolfo di Metz *582 †641       | Arnolfo di Metz *582 †641       | Arnolfo di Metz *582 †641       | Arnolfo di Metz *582 †641       |                                 |                                 | Doda di Metz *? †?             | Doda di Metz *? †?             | Doda di Metz *? †?             | Doda di Metz *? †?             | Doda di Metz *? †?          | Doda di Metz *? †?          |                             |                             | Pipino di Landen *? †640/647 | Pipino di Landen *? †640/647 | Pipino di Landen *? †640/647 | Pipino di Landen *? †640/647 | Pipino di Landen *? †640/647 | Pipino di Landen *? †640/647 |                               |                          | Itta di Nivelles *592 †657 | Itta di Nivelles *592 †657 | Itta di Nivelles *592 †657 | Itta di Nivelles *592 †657 | Itta di Nivelles *592 †657 | Itta di Nivelles *592 †657 |  |  |  |  |  |  |  |  |  |  |  |  |
|  |  |  |  |  |  |  |  |                           |                           |                           |                           |                                |                                |                                |                                |                                 |                                 |                                 |                                 |                                 |                                 |                                |                                |                                        |                                        |                                        |                                        |                                        |                                        |                   |                   | Arnolfo di Metz *582 †641 | Arnolfo di Metz *582 †641 | Arnolfo di Metz *582 †641       | Arnolfo di Metz *582 †641       | Arnolfo di Metz *582 †641       | Arnolfo di Metz *582 †641       |                                 |                                 | Doda di Metz *? †?             | Doda di Metz *? †?             | Doda di Metz *? †?             | Doda di Metz *? †?             | Doda di Metz *? †?          | Doda di Metz *? †?          |                             |                             | Pipino di Landen *? †640/647 | Pipino di Landen *? †640/647 | Pipino di Landen *? †640/647 | Pipino di Landen *? †640/647 | Pipino di Landen *? †640/647 | Pipino di Landen *? †640/647 |                               |                          | Itta di Nivelles *592 †657 | Itta di Nivelles *592 †657 | Itta di Nivelles *592 †657 | Itta di Nivelles *592 †657 | Itta di Nivelles *592 †657 | Itta di Nivelles *592 †657 |  |  |  |  |  |  |  |  |  |  |  |  |
|  |  |  |  |  |  |  |  |                           |                           |                           |                           |                                |                                |                                |                                |                                 |                                 |                                 |                                 |                                 |                                 |                                |                                |                                        |                                        |                                        |                                        |                                        |                                        |                   |                   |                           |                           |                                 |                                 |                                 |                                 |                                 |                                 |                                |                                |                                |                                |                             |                             |                             |                             |                              |                              |                              |                              |                              |                              |                               |                          |                            |                            |                            |                            |                            |                            |  |  |  |  |  |  |  |  |  |  |  |  |
|  |  |  |  |  |  |  |  |                           |                           |                           |                           |                                |                                |                                |                                |                                 |                                 | Teodorico III *~651 †~691       | Teodorico III *~651 †~691       | Teodorico III *~651 †~691       | Teodorico III *~651 †~691       | Teodorico III *~651 †~691      | Teodorico III *~651 †~691      |                                        |                                        |                                        |                                        |                                        |                                        |                   |                   |                           |                           |                                 |                                 | Ansegiso *612 †685              | Ansegiso *612 †685              | Ansegiso *612 †685              | Ansegiso *612 †685              | Ansegiso *612 †685             | Ansegiso *612 †685             |                                |                                |                             |                             |                             |                             |                              |                              |                              |                              | Begga *~615 †698             | Begga *~615 †698             | Begga *~615 †698              | Begga *~615 †698         | Begga *~615 †698           | Begga *~615 †698           |                            |                            |                            |                            |  |  |  |  |  |  |  |  |  |  |  |  |
|  |  |  |  |  |  |  |  |                           |                           |                           |                           |                                |                                |                                |                                |                                 |                                 | Teodorico III *~651 †~691       | Teodorico III *~651 †~691       | Teodorico III *~651 †~691       | Teodorico III *~651 †~691       | Teodorico III *~651 †~691      | Teodorico III *~651 †~691      |                                        |                                        |                                        |                                        |                                        |                                        |                   |                   |                           |                           |                                 |                                 | Ansegiso *612 †685              | Ansegiso *612 †685              | Ansegiso *612 †685              | Ansegiso *612 †685              | Ansegiso *612 †685             | Ansegiso *612 †685             |                                |                                |                             |                             |                             |                             |                              |                              |                              |                              | Begga *~615 †698             | Begga *~615 †698             | Begga *~615 †698              | Begga *~615 †698         | Begga *~615 †698           | Begga *~615 †698           |                            |                            |                            |                            |  |  |  |  |  |  |  |  |  |  |  |  |
|  |  |  |  |  |  |  |  |                           |                           |                           |                           |                                |                                |                                |                                |                                 |                                 |                                 |                                 |                                 |                                 |                                |                                |                                        |                                        |                                        |                                        |                                        |                                        |                   |                   |                           |                           |                                 |                                 |                                 |                                 |                                 |                                 |                                |                                |                                |                                |                             |                             |                             |                             |                              |                              |                              |                              |                              |                              |                               |                          |                            |                            |                            |                            |                            |                            |  |  |  |  |  |  |  |  |  |  |  |  |
|  |  |  |  |  |  |  |  |                           |                           |                           |                           |                                |                                |                                |                                |                                 |                                 |                                 |                                 |                                 |                                 | Lamberto II di Hesbaye fl. 741 | Lamberto II di Hesbaye fl. 741 | Lamberto II di Hesbaye fl. 741         | Lamberto II di Hesbaye fl. 741         | Lamberto II di Hesbaye fl. 741         | Lamberto II di Hesbaye fl. 741         |                                        |                                        |                   |                   |                           |                           |                                 |                                 |                                 |                                 |                                 |                                 | Pipino di Herstal *635 †714    | Pipino di Herstal *635 †714    | Pipino di Herstal *635 †714    | Pipino di Herstal *635 †714    | Pipino di Herstal *635 †714 | Pipino di Herstal *635 †714 |                             |                             |                              |                              |                              |                              |                              |                              |                               |                          |                            |                            |                            |                            |                            |                            |  |  |  |  |  |  |  |  |  |  |  |  |
|  |  |  |  |  |  |  |  |                           |                           |                           |                           |                                |                                |                                |                                |                                 |                                 |                                 |                                 |                                 |                                 | Lamberto II di Hesbaye fl. 741 | Lamberto II di Hesbaye fl. 741 | Lamberto II di Hesbaye fl. 741         | Lamberto II di Hesbaye fl. 741         | Lamberto II di Hesbaye fl. 741         | Lamberto II di Hesbaye fl. 741         |                                        |                                        |                   |                   |                           |                           |                                 |                                 |                                 |                                 |                                 |                                 | Pipino di Herstal *635 †714    | Pipino di Herstal *635 †714    | Pipino di Herstal *635 †714    | Pipino di Herstal *635 †714    | Pipino di Herstal *635 †714 | Pipino di Herstal *635 †714 |                             |                             |                              |                              |                              |                              |                              |                              |                               |                          |                            |                            |                            |                            |                            |                            |  |  |  |  |  |  |  |  |  |  |  |  |
|  |  |  |  |  |  |  |  |                           |                           |                           |                           |                                |                                |                                |                                |                                 |                                 |                                 |                                 |                                 |                                 |                                |                                |                                        |                                        |                                        |                                        |                                        |                                        |                   |                   |                           |                           |                                 |                                 |                                 |                                 |                                 |                                 |                                |                                |                                |                                |                             |                             |                             |                             |                              |                              |                              |                              |                              |                              |                               |                          |                            |                            |                            |                            |                            |                            |  |  |  |  |  |  |  |  |  |  |  |  |
|  |  |  |  |  |  |  |  |                           |                           |                           |                           |                                |                                |                                |                                |                                 |                                 |                                 |                                 |                                 |                                 |                                |                                |                                        |                                        |                                        |                                        |                                        |                                        |                   |                   |                           |                           |                                 |                                 |                                 |                                 |                                 |                                 |                                |                                |                                |                                |                             |                             |                             |                             |                              |                              |                              |                              |                              |                              |                               |                          |                            |                            |                            |                            |                            |                            |  |  |  |  |  |  |  |  |  |  |  |  |
|  |  |  |  |  |  |  |  | Roberto I fl. 764         | Roberto I fl. 764         | Roberto I fl. 764         | Roberto I fl. 764         | Roberto I fl. 764              | Roberto I fl. 764              |                                |                                |                                 |                                 |                                 |                                 |                                 |                                 |                                |                                |                                        |                                        |                                        |                                        |                                        |                                        |                   |                   |                           |                           |                                 |                                 | Rotrude di Treviri *~690 †725   | Rotrude di Treviri *~690 †725   | Rotrude di Treviri *~690 †725   | Rotrude di Treviri *~690 †725   | Rotrude di Treviri *~690 †725  | Rotrude di Treviri *~690 †725  |                                |                                | Carlo Martello *689 †741    | Carlo Martello *689 †741    | Carlo Martello *689 †741    | Carlo Martello *689 †741    | Carlo Martello *689 †741     | Carlo Martello *689 †741     |                              |                              |                              |                              |                               |                          |                            |                            |                            |                            |                            |                            |  |  |  |  |  |  |  |  |  |  |  |  |
|  |  |  |  |  |  |  |  | Roberto I fl. 764         | Roberto I fl. 764         | Roberto I fl. 764         | Roberto I fl. 764         | Roberto I fl. 764              | Roberto I fl. 764              |                                |                                |                                 |                                 |                                 |                                 |                                 |                                 |                                |                                |                                        |                                        |                                        |                                        |                                        |                                        |                   |                   |                           |                           |                                 |                                 | Rotrude di Treviri *~690 †725   | Rotrude di Treviri *~690 †725   | Rotrude di Treviri *~690 †725   | Rotrude di Treviri *~690 †725   | Rotrude di Treviri *~690 †725  | Rotrude di Treviri *~690 †725  |                                |                                | Carlo Martello *689 †741    | Carlo Martello *689 †741    | Carlo Martello *689 †741    | Carlo Martello *689 †741    | Carlo Martello *689 †741     | Carlo Martello *689 †741     |                              |                              |                              |                              |                               |                          |                            |                            |                            |                            |                            |                            |  |  |  |  |  |  |  |  |  |  |  |  |
|  |  |  |  |  |  |  |  |                           |                           |                           |                           |                                |                                |                                |                                |                                 |                                 |                                 |                                 |                                 |                                 |                                |                                |                                        |                                        |                                        |                                        |                                        |                                        |                   |                   |                           |                           |                                 |                                 |                                 |                                 |                                 |                                 |                                |                                |                                |                                |                             |                             |                             |                             |                              |                              |                              |                              |                              |                              |                               |                          |                            |                            |                            |                            |                            |                            |  |  |  |  |  |  |  |  |  |  |  |  |
|  |  |  |  |  |  |  |  | Turimberto *? † post 770  | Turimberto *? † post 770  | Turimberto *? † post 770  | Turimberto *? † post 770  | Turimberto *? † post 770       | Turimberto *? † post 770       |                                |                                |                                 |                                 |                                 |                                 |                                 |                                 |                                |                                | Geroldo di Vintzgau *? † post 784/798  | Geroldo di Vintzgau *? † post 784/798  | Geroldo di Vintzgau *? † post 784/798  | Geroldo di Vintzgau *? † post 784/798  | Geroldo di Vintzgau *? † post 784/798  | Geroldo di Vintzgau *? † post 784/798  |                   |                   |                           |                           |                                 |                                 |                                 |                                 |                                 |                                 | Pipino il Breve *714 †768      | Pipino il Breve *714 †768      | Pipino il Breve *714 †768      | Pipino il Breve *714 †768      | Pipino il Breve *714 †768   | Pipino il Breve *714 †768   |                             |                             |                              |                              |                              |                              |                              |                              |                               |                          |                            |                            |                            |                            |                            |                            |  |  |  |  |  |  |  |  |  |  |  |  |
|  |  |  |  |  |  |  |  | Turimberto *? † post 770  | Turimberto *? † post 770  | Turimberto *? † post 770  | Turimberto *? † post 770  | Turimberto *? † post 770       | Turimberto *? † post 770       |                                |                                |                                 |                                 |                                 |                                 |                                 |                                 |                                |                                | Geroldo di Vintzgau *? † post 784/798  | Geroldo di Vintzgau *? † post 784/798  | Geroldo di Vintzgau *? † post 784/798  | Geroldo di Vintzgau *? † post 784/798  | Geroldo di Vintzgau *? † post 784/798  | Geroldo di Vintzgau *? † post 784/798  |                   |                   |                           |                           |                                 |                                 |                                 |                                 |                                 |                                 | Pipino il Breve *714 †768      | Pipino il Breve *714 †768      | Pipino il Breve *714 †768      | Pipino il Breve *714 †768      | Pipino il Breve *714 †768   | Pipino il Breve *714 †768   |                             |                             |                              |                              |                              |                              |                              |                              |                               |                          |                            |                            |                            |                            |                            |                            |  |  |  |  |  |  |  |  |  |  |  |  |
|  |  |  |  |  |  |  |  |                           |                           |                           |                           |                                |                                |                                |                                |                                 |                                 |                                 |                                 |                                 |                                 |                                |                                |                                        |                                        |                                        |                                        |                                        |                                        |                   |                   |                           |                           |                                 |                                 |                                 |                                 |                                 |                                 |                                |                                |                                |                                |                             |                             |                             |                             |                              |                              |                              |                              |                              |                              |                               |                          |                            |                            |                            |                            |                            |                            |  |  |  |  |  |  |  |  |  |  |  |  |
|  |  |  |  |  |  |  |  | Roberto II *770 †807      | Roberto II *770 †807      | Roberto II *770 †807      | Roberto II *770 †807      | Roberto II *770 †807           | Roberto II *770 †807           |                                |                                | Adriano d'Orléans *? † ante 821 | Adriano d'Orléans *? † ante 821 | Adriano d'Orléans *? † ante 821 | Adriano d'Orléans *? † ante 821 | Adriano d'Orléans *? † ante 821 | Adriano d'Orléans *? † ante 821 |                                |                                |                                        |                                        |                                        |                                        |                                        |                                        |                   |                   | Ildegarda *758 †783       | Ildegarda *758 †783       | Ildegarda *758 †783             | Ildegarda *758 †783             | Ildegarda *758 †783             | Ildegarda *758 †783             |                                 |                                 | Carlo Magno *742 †814          | Carlo Magno *742 †814          | Carlo Magno *742 †814          | Carlo Magno *742 †814          | Carlo Magno *742 †814       | Carlo Magno *742 †814       |                             |                             |                              |                              |                              |                              | Guelfo I *? †824/825         | Guelfo I *? †824/825         | Guelfo I *? †824/825          | Guelfo I *? †824/825     | Guelfo I *? †824/825       | Guelfo I *? †824/825       |                            |                            |                            |                            |  |  |  |  |  |  |  |  |  |  |  |  |
|  |  |  |  |  |  |  |  | Roberto II *770 †807      | Roberto II *770 †807      | Roberto II *770 †807      | Roberto II *770 †807      | Roberto II *770 †807           | Roberto II *770 †807           |                                |                                | Adriano d'Orléans *? † ante 821 | Adriano d'Orléans *? † ante 821 | Adriano d'Orléans *? † ante 821 | Adriano d'Orléans *? † ante 821 | Adriano d'Orléans *? † ante 821 | Adriano d'Orléans *? † ante 821 |                                |                                |                                        |                                        |                                        |                                        |                                        |                                        |                   |                   | Ildegarda *758 †783       | Ildegarda *758 †783       | Ildegarda *758 †783             | Ildegarda *758 †783             | Ildegarda *758 †783             | Ildegarda *758 †783             |                                 |                                 | Carlo Magno *742 †814          | Carlo Magno *742 †814          | Carlo Magno *742 †814          | Carlo Magno *742 †814          | Carlo Magno *742 †814       | Carlo Magno *742 †814       |                             |                             |                              |                              |                              |                              | Guelfo I *? †824/825         | Guelfo I *? †824/825         | Guelfo I *? †824/825          | Guelfo I *? †824/825     | Guelfo I *? †824/825       | Guelfo I *? †824/825       |                            |                            |                            |                            |  |  |  |  |  |  |  |  |  |  |  |  |
|  |  |  |  |  |  |  |  |                           |                           |                           |                           |                                |                                |                                |                                |                                 |                                 |                                 |                                 |                                 |                                 |                                |                                |                                        |                                        |                                        |                                        |                                        |                                        |                   |                   |                           |                           |                                 |                                 |                                 |                                 |                                 |                                 |                                |                                |                                |                                |                             |                             |                             |                             |                              |                              |                              |                              |                              |                              |                               |                          |                            |                            |                            |                            |                            |                            |  |  |  |  |  |  |  |  |  |  |  |  |
|  |  |  |  |  |  |  |  |                           |                           |                           |                           |                                |                                |                                |                                |                                 |                                 |                                 |                                 |                                 |                                 |                                |                                |                                        |                                        |                                        |                                        |                                        |                                        |                   |                   |                           |                           |                                 |                                 |                                 |                                 |                                 |                                 |                                |                                |                                |                                |                             |                             |                             |                             |                              |                              |                              |                              |                              |                              |                               |                          |                            |                            |                            |                            |                            |                            |  |  |  |  |  |  |  |  |  |  |  |  |
|  |  |  |  |  |  |  |  | Roberto III *781/790 †834 | Roberto III *781/790 †834 | Roberto III *781/790 †834 | Roberto III *781/790 †834 | Roberto III *781/790 †834      | Roberto III *781/790 †834      |                                |                                | Wiltrude *795 †834              | Wiltrude *795 †834              | Wiltrude *795 †834              | Wiltrude *795 †834              | Wiltrude *795 †834              | Wiltrude *795 †834              |                                |                                | Pipino d'Italia *777 †810              | Pipino d'Italia *777 †810              | Pipino d'Italia *777 †810              | Pipino d'Italia *777 †810              | Pipino d'Italia *777 †810              | Pipino d'Italia *777 †810              |                   |                   |                           |                           |                                 |                                 |                                 |                                 |                                 |                                 |                                |                                |                                |                                | Ludovico il Pio *778 †840   | Ludovico il Pio *778 †840   | Ludovico il Pio *778 †840   | Ludovico il Pio *778 †840   | Ludovico il Pio *778 †840    | Ludovico il Pio *778 †840    |                              |                              | Giuditta *800/805 †843       | Giuditta *800/805 †843       | Giuditta *800/805 †843        | Giuditta *800/805 †843   | Giuditta *800/805 †843     | Giuditta *800/805 †843     |                            |                            |                            |                            |  |  |  |  |  |  |  |  |  |  |  |  |
|  |  |  |  |  |  |  |  | Roberto III *781/790 †834 | Roberto III *781/790 †834 | Roberto III *781/790 †834 | Roberto III *781/790 †834 | Roberto III *781/790 †834      | Roberto III *781/790 †834      |                                |                                | Wiltrude *795 †834              | Wiltrude *795 †834              | Wiltrude *795 †834              | Wiltrude *795 †834              | Wiltrude *795 †834              | Wiltrude *795 †834              |                                |                                | Pipino d'Italia *777 †810              | Pipino d'Italia *777 †810              | Pipino d'Italia *777 †810              | Pipino d'Italia *777 †810              | Pipino d'Italia *777 †810              | Pipino d'Italia *777 †810              |                   |                   |                           |                           |                                 |                                 |                                 |                                 |                                 |                                 |                                |                                |                                |                                | Ludovico il Pio *778 †840   | Ludovico il Pio *778 †840   | Ludovico il Pio *778 †840   | Ludovico il Pio *778 †840   | Ludovico il Pio *778 †840    | Ludovico il Pio *778 †840    |                              |                              | Giuditta *800/805 †843       | Giuditta *800/805 †843       | Giuditta *800/805 †843        | Giuditta *800/805 †843   | Giuditta *800/805 †843     | Giuditta *800/805 †843     |                            |                            |                            |                            |  |  |  |  |  |  |  |  |  |  |  |  |
|  |  |  |  |  |  |  |  |                           |                           |                           |                           |                                |                                |                                |                                |                                 |                                 |                                 |                                 |                                 |                                 |                                |                                |                                        |                                        |                                        |                                        |                                        |                                        |                   |                   |                           |                           |                                 |                                 |                                 |                                 |                                 |                                 |                                |                                |                                |                                |                             |                             |                             |                             |                              |                              |                              |                              |                              |                              |                               |                          |                            |                            |                            |                            |                            |                            |  |  |  |  |  |  |  |  |  |  |  |  |
|  |  |  |  |  |  |  |  |                           |                           |                           |                           |                                |                                |                                |                                |                                 |                                 |                                 |                                 |                                 |                                 |                                |                                |                                        |                                        |                                        |                                        |                                        |                                        |                   |                   |                           |                           |                                 |                                 |                                 |                                 |                                 |                                 |                                |                                |                                |                                |                             |                             |                             |                             |                              |                              |                              |                              |                              |                              |                               |                          |                            |                            |                            |                            |                            |                            |  |  |  |  |  |  |  |  |  |  |  |  |
|  |  |  |  |  |  |  |  |                           |                           |                           |                           |                                |                                |                                |                                |                                 |                                 |                                 |                                 |                                 |                                 |                                |                                | Bernardo d'Italia *797 †818            | Bernardo d'Italia *797 †818            | Bernardo d'Italia *797 †818            | Bernardo d'Italia *797 †818            | Bernardo d'Italia *797 †818            | Bernardo d'Italia *797 †818            |                   |                   |                           |                           | Eberardo del Friuli *~820 †866  | Eberardo del Friuli *~820 †866  | Eberardo del Friuli *~820 †866  | Eberardo del Friuli *~820 †866  | Eberardo del Friuli *~820 †866  | Eberardo del Friuli *~820 †866  |                                |                                | Gisella *818/820 †876          | Gisella *818/820 †876          | Gisella *818/820 †876       | Gisella *818/820 †876       | Gisella *818/820 †876       | Gisella *818/820 †876       |                              |                              |                              |                              |                              |                              | Carlo il Calvo *823 †877      | Carlo il Calvo *823 †877 | Carlo il Calvo *823 †877   | Carlo il Calvo *823 †877   | Carlo il Calvo *823 †877   | Carlo il Calvo *823 †877   |                            |                            |  |  |  |  |  |  |  |  |  |  |  |  |
|  |  |  |  |  |  |  |  |                           |                           |                           |                           |                                |                                |                                |                                |                                 |                                 |                                 |                                 |                                 |                                 |                                |                                | Bernardo d'Italia *797 †818            | Bernardo d'Italia *797 †818            | Bernardo d'Italia *797 †818            | Bernardo d'Italia *797 †818            | Bernardo d'Italia *797 †818            | Bernardo d'Italia *797 †818            |                   |                   |                           |                           | Eberardo del Friuli *~820 †866  | Eberardo del Friuli *~820 †866  | Eberardo del Friuli *~820 †866  | Eberardo del Friuli *~820 †866  | Eberardo del Friuli *~820 †866  | Eberardo del Friuli *~820 †866  |                                |                                | Gisella *818/820 †876          | Gisella *818/820 †876          | Gisella *818/820 †876       | Gisella *818/820 †876       | Gisella *818/820 †876       | Gisella *818/820 †876       |                              |                              |                              |                              |                              |                              | Carlo il Calvo *823 †877      | Carlo il Calvo *823 †877 | Carlo il Calvo *823 †877   | Carlo il Calvo *823 †877   | Carlo il Calvo *823 †877   | Carlo il Calvo *823 †877   |                            |                            |  |  |  |  |  |  |  |  |  |  |  |  |
|  |  |  |  |  |  |  |  |                           |                           |                           |                           |                                |                                |                                |                                |                                 |                                 |                                 |                                 |                                 |                                 |                                |                                |                                        |                                        |                                        |                                        |                                        |                                        |                   |                   |                           |                           |                                 |                                 |                                 |                                 |                                 |                                 |                                |                                |                                |                                |                             |                             |                             |                             |                              |                              |                              |                              |                              |                              |                               |                          |                            |                            |                            |                            |                            |                            |  |  |  |  |  |  |  |  |  |  |  |  |
|  |  |  |  |  |  |  |  |                           |                           |                           |                           |                                |                                |                                |                                |                                 |                                 |                                 |                                 |                                 |                                 |                                |                                | Pipino I di Vermandois *~815 †post 850 | Pipino I di Vermandois *~815 †post 850 | Pipino I di Vermandois *~815 †post 850 | Pipino I di Vermandois *~815 †post 850 | Pipino I di Vermandois *~815 †post 850 | Pipino I di Vermandois *~815 †post 850 |                   |                   |                           |                           |                                 |                                 |                                 |                                 | Ingeltrude *? †?                | Ingeltrude *? †?                | Ingeltrude *? †?               | Ingeltrude *? †?               | Ingeltrude *? †?               | Ingeltrude *? †?               |                             |                             | Enrico di Franconia *? †886 | Enrico di Franconia *? †886 | Enrico di Franconia *? †886  | Enrico di Franconia *? †886  | Enrico di Franconia *? †886  | Enrico di Franconia *? †886  |                              |                              |                               |                          |                            |                            |                            |                            |                            |                            |  |  |  |  |  |  |  |  |  |  |  |  |
|  |  |  |  |  |  |  |  |                           |                           |                           |                           |                                |                                |                                |                                |                                 |                                 |                                 |                                 |                                 |                                 |                                |                                | Pipino I di Vermandois *~815 †post 850 | Pipino I di Vermandois *~815 †post 850 | Pipino I di Vermandois *~815 †post 850 | Pipino I di Vermandois *~815 †post 850 | Pipino I di Vermandois *~815 †post 850 | Pipino I di Vermandois *~815 †post 850 |                   |                   |                           |                           |                                 |                                 |                                 |                                 | Ingeltrude *? †?                | Ingeltrude *? †?                | Ingeltrude *? †?               | Ingeltrude *? †?               | Ingeltrude *? †?               | Ingeltrude *? †?               |                             |                             | Enrico di Franconia *? †886 | Enrico di Franconia *? †886 | Enrico di Franconia *? †886  | Enrico di Franconia *? †886  | Enrico di Franconia *? †886  | Enrico di Franconia *? †886  |                              |                              |                               |                          |                            |                            |                            |                            |                            |                            |  |  |  |  |  |  |  |  |  |  |  |  |
|  |  |  |  |  |  |  |  |                           |                           |                           |                           |                                |                                |                                |                                |                                 |                                 |                                 |                                 |                                 |                                 |                                |                                |                                        |                                        |                                        |                                        |                                        |                                        |                   |                   |                           |                           |                                 |                                 |                                 |                                 |                                 |                                 |                                |                                |                                |                                |                             |                             |                             |                             |                              |                              |                              |                              |                              |                              | Luigi II di Francia *846 †879 |                          |                            |                            |                            |                            |                            |                            |  |  |  |  |  |  |  |  |  |  |  |  |
|  |  |  |  |  |  |  |  |                           |                           |                           |                           | Roberto il Forte *820 †866     | Roberto il Forte *820 †866     | Roberto il Forte *820 †866     | Roberto il Forte *820 †866     | Roberto il Forte *820 †866      | Roberto il Forte *820 †866      |                                 |                                 |                                 |                                 |                                |                                | Erberto I *? †907                      | Erberto I *? †907                      | Erberto I *? †907                      | Erberto I *? †907                      | Erberto I *? †907                      | Erberto I *? †907                      |                   |                   |                           |                           | Ottone I di Sassonia *~851 †912 | Ottone I di Sassonia *~851 †912 | Ottone I di Sassonia *~851 †912 | Ottone I di Sassonia *~851 †912 | Ottone I di Sassonia *~851 †912 | Ottone I di Sassonia *~851 †912 |                                |                                | Edvige *856 †903               | Edvige *856 †903               | Edvige *856 †903            | Edvige *856 †903            | Edvige *856 †903            | Edvige *856 †903            |                              |                              |                              |                              |                              |                              |                               |                          |                            |                            |                            |                            |                            |                            |  |  |  |  |  |  |  |  |  |  |  |  |
|  |  |  |  |  |  |  |  |                           |                           |                           |                           | Roberto il Forte *820 †866     | Roberto il Forte *820 †866     | Roberto il Forte *820 †866     | Roberto il Forte *820 †866     | Roberto il Forte *820 †866      | Roberto il Forte *820 †866      |                                 |                                 |                                 |                                 |                                |                                | Erberto I *? †907                      | Erberto I *? †907                      | Erberto I *? †907                      | Erberto I *? †907                      | Erberto I *? †907                      | Erberto I *? †907                      |                   |                   |                           |                           | Ottone I di Sassonia *~851 †912 | Ottone I di Sassonia *~851 †912 | Ottone I di Sassonia *~851 †912 | Ottone I di Sassonia *~851 †912 | Ottone I di Sassonia *~851 †912 | Ottone I di Sassonia *~851 †912 |                                |                                | Edvige *856 †903               | Edvige *856 †903               | Edvige *856 †903            | Edvige *856 †903            | Edvige *856 †903            | Edvige *856 †903            |                              |                              |                              |                              |                              |                              |                               |                          |                            |                            |                            |                            |                            |                            |  |  |  |  |  |  |  |  |  |  |  |  |
|  |  |  |  |  |  |  |  |                           |                           |                           |                           |                                |                                |                                |                                |                                 |                                 |                                 |                                 |                                 |                                 |                                |                                |                                        |                                        |                                        |                                        |                                        |                                        |                   |                   |                           |                           |                                 |                                 |                                 |                                 |                                 |                                 |                                |                                |                                |                                |                             |                             |                             |                             |                              |                              |                              |                              |                              |                              |                               |                          |                            |                            |                            |                            |                            |                            |  |  |  |  |  |  |  |  |  |  |  |  |
|  |  |  |  |  |  |  |  |                           |                           |                           |                           | Roberto I di Francia *866 †923 | Roberto I di Francia *866 †923 | Roberto I di Francia *866 †923 | Roberto I di Francia *866 †923 | Roberto I di Francia *866 †923  | Roberto I di Francia *866 †923  |                                 |                                 |                                 |                                 |                                |                                | Beatrice *~880 † post 931              | Beatrice *~880 † post 931              | Beatrice *~880 † post 931              | Beatrice *~880 † post 931              | Beatrice *~880 † post 931              | Beatrice *~880 † post 931              |                   |                   |                           |                           |                                 |                                 |                                 |                                 | Enrico I *876 †936              | Enrico I *876 †936              | Enrico I *876 †936             | Enrico I *876 †936             | Enrico I *876 †936             | Enrico I *876 †936             |                             |                             |                             |                             |                              |                              |                              |                              |                              |                              | Carlo III *879 †929           | Carlo III *879 †929      | Carlo III *879 †929        | Carlo III *879 †929        | Carlo III *879 †929        | Carlo III *879 †929        |                            |                            |  |  |  |  |  |  |  |  |  |  |  |  |
|  |  |  |  |  |  |  |  |                           |                           |                           |                           | Roberto I di Francia *866 †923 | Roberto I di Francia *866 †923 | Roberto I di Francia *866 †923 | Roberto I di Francia *866 †923 | Roberto I di Francia *866 †923  | Roberto I di Francia *866 †923  |                                 |                                 |                                 |                                 |                                |                                | Beatrice *~880 † post 931              | Beatrice *~880 † post 931              | Beatrice *~880 † post 931              | Beatrice *~880 † post 931              | Beatrice *~880 † post 931              | Beatrice *~880 † post 931              |                   |                   |                           |                           |                                 |                                 |                                 |                                 | Enrico I *876 †936              | Enrico I *876 †936              | Enrico I *876 †936             | Enrico I *876 †936             | Enrico I *876 †936             | Enrico I *876 †936             |                             |                             |                             |                             |                              |                              |                              |                              |                              |                              | Carlo III *879 †929           | Carlo III *879 †929      | Carlo III *879 †929        | Carlo III *879 †929        | Carlo III *879 †929        | Carlo III *879 †929        |                            |                            |  |  |  |  |  |  |  |  |  |  |  |  |
|  |  |  |  |  |  |  |  |                           |                           |                           |                           |                                |                                |                                |                                |                                 |                                 |                                 |                                 |                                 |                                 |                                |                                |                                        |                                        |                                        |                                        |                                        |                                        |                   |                   |                           |                           |                                 |                                 |                                 |                                 |                                 |                                 |                                |                                |                                |                                |                             |                             |                             |                             |                              |                              |                              |                              |                              |                              |                               |                          |                            |                            |                            |                            |                            |                            |  |  |  |  |  |  |  |  |  |  |  |  |
|  |  |  |  |  |  |  |  |                           |                           |                           |                           |                                |                                |                                |                                |                                 |                                 |                                 |                                 |                                 |                                 |                                |                                |                                        |                                        |                                        |                                        |                                        |                                        |                   |                   |                           |                           |                                 |                                 |                                 |                                 |                                 |                                 |                                |                                |                                |                                |                             |                             |                             |                             |                              |                              |                              |                              |                              |                              |                               |                          |                            |                            |                            |                            |                            |                            |  |  |  |  |  |  |  |  |  |  |  |  |
|  |  |  |  |  |  |  |  |                           |                           |                           |                           |                                |                                |                                |                                |                                 |                                 | Ugo il Grande *~898 †956        | Ugo il Grande *~898 †956        | Ugo il Grande *~898 †956        | Ugo il Grande *~898 †956        | Ugo il Grande *~898 †956       | Ugo il Grande *~898 †956       |                                        |                                        |                                        |                                        |                                        |                                        | Edvige *922 †~965 | Edvige *922 †~965 | Edvige *922 †~965         | Edvige *922 †~965         | Edvige *922 †~965               | Edvige *922 †~965               |                                 |                                 | Ottone I di Sassonia *912 †973  | Ottone I di Sassonia *912 †973  | Ottone I di Sassonia *912 †973 | Ottone I di Sassonia *912 †973 | Ottone I di Sassonia *912 †973 | Ottone I di Sassonia *912 †973 |                             |                             | Gerberga *913/14 †969       | Gerberga *913/14 †969       | Gerberga *913/14 †969        | Gerberga *913/14 †969        | Gerberga *913/14 †969        | Gerberga *913/14 †969        |                              |                              | Luigi IV *920 †954            | Luigi IV *920 †954       | Luigi IV *920 †954         | Luigi IV *920 †954         | Luigi IV *920 †954         | Luigi IV *920 †954         |                            |                            |  |  |  |  |  |  |  |  |  |  |  |  |
|  |  |  |  |  |  |  |  |                           |                           |                           |                           |                                |                                |                                |                                |                                 |                                 | Ugo il Grande *~898 †956        | Ugo il Grande *~898 †956        | Ugo il Grande *~898 †956        | Ugo il Grande *~898 †956        | Ugo il Grande *~898 †956       | Ugo il Grande *~898 †956       |                                        |                                        |                                        |                                        |                                        |                                        | Edvige *922 †~965 | Edvige *922 †~965 | Edvige *922 †~965         | Edvige *922 †~965         | Edvige *922 †~965               | Edvige *922 †~965               |                                 |                                 | Ottone I di Sassonia *912 †973  | Ottone I di Sassonia *912 †973  | Ottone I di Sassonia *912 †973 | Ottone I di Sassonia *912 †973 | Ottone I di Sassonia *912 †973 | Ottone I di Sassonia *912 †973 |                             |                             | Gerberga *913/14 †969       | Gerberga *913/14 †969       | Gerberga *913/14 †969        | Gerberga *913/14 †969        | Gerberga *913/14 †969        | Gerberga *913/14 †969        |                              |                              | Luigi IV *920 †954            | Luigi IV *920 †954       | Luigi IV *920 †954         | Luigi IV *920 †954         | Luigi IV *920 †954         | Luigi IV *920 †954         |                            |                            |  |  |  |  |  |  |  |  |  |  |  |  |
|  |  |  |  |  |  |  |  |                           |                           |                           |                           |                                |                                |                                |                                |                                 |                                 |                                 |                                 |                                 |                                 |                                |                                |                                        |                                        |                                        |                                        |                                        |                                        |                   |                   |                           |                           |                                 |                                 |                                 |                                 |                                 |                                 |                                |                                |                                |                                |                             |                             |                             |                             |                              |                              |                              |                              |                              |                              |                               |                          |                            |                            |                            |                            |                            |                            |  |  |  |  |  |  |  |  |  |  |  |  |
|  |  |  |  |  |  |  |  |                           |                           |                           |                           |                                |                                |                                |                                |                                 |                                 |                                 |                                 |                                 |                                 |                                |                                | Ugo Capeto *~940 †996                  | Ugo Capeto *~940 †996                  | Ugo Capeto *~940 †996                  | Ugo Capeto *~940 †996                  | Ugo Capeto *~940 †996                  | Ugo Capeto *~940 †996                  |                   |                   |                           |                           |                                 |                                 |                                 |                                 | Ottone II *~955 †983            | Ottone II *~955 †983            | Ottone II *~955 †983           | Ottone II *~955 †983           | Ottone II *~955 †983           | Ottone II *~955 †983           |                             |                             |                             |                             |                              |                              | Lotario *941 †986            | Lotario *941 †986            | Lotario *941 †986            | Lotario *941 †986            | Lotario *941 †986             | Lotario *941 †986        |                            |                            |                            |                            |                            |                            |  |  |  |  |  |  |  |  |  |  |  |  |
|  |  |  |  |  |  |  |  |                           |                           |                           |                           |                                |                                |                                |                                |                                 |                                 |                                 |                                 |                                 |                                 |                                |                                | Ugo Capeto *~940 †996                  | Ugo Capeto *~940 †996                  | Ugo Capeto *~940 †996                  | Ugo Capeto *~940 †996                  | Ugo Capeto *~940 †996                  | Ugo Capeto *~940 †996                  |                   |                   |                           |                           |                                 |                                 |                                 |                                 | Ottone II *~955 †983            | Ottone II *~955 †983            | Ottone II *~955 †983           | Ottone II *~955 †983           | Ottone II *~955 †983           | Ottone II *~955 †983           |                             |                             |                             |                             |                              |                              | Lotario *941 †986            | Lotario *941 †986            | Lotario *941 †986            | Lotario *941 †986            | Lotario *941 †986             | Lotario *941 †986        |                            |                            |                            |                            |                            |                            |  |  |  |  |  |  |  |  |  |  |  |  |
|  |  |  |  |  |  |  |  |                           |                           |                           |                           |                                |                                |                                |                                |                                 |                                 |                                 |                                 |                                 |                                 |                                |                                |                                        |                                        |                                        |                                        |                                        |                                        |                   |                   |                           |                           |                                 |                                 |                                 |                                 | Ottone III *980 †1002           | Ottone III *980 †1002           | Ottone III *980 †1002          | Ottone III *980 †1002          | Ottone III *980 †1002          | Ottone III *980 †1002          |                             |                             |                             |                             |                              |                              | Luigi V *~967 †987           | Luigi V *~967 †987           | Luigi V *~967 †987           | Luigi V *~967 †987           | Luigi V *~967 †987            | Luigi V *~967 †987       |                            |                            |                            |                            |                            |                            |  |  |  |  |  |  |  |  |  |  |  |  |
|  |  |  |  |  |  |  |  |                           |                           |                           |                           |                                |                                |                                |                                |                                 |                                 |                                 |                                 |                                 |                                 |                                |                                |                                        |                                        |                                        |                                        |                                        |                                        |                   |                   |                           |                           |                                 |                                 |                                 |                                 | Ottone III *980 †1002           | Ottone III *980 †1002           | Ottone III *980 †1002          | Ottone III *980 †1002          | Ottone III *980 †1002          | Ottone III *980 †1002          |                             |                             |                             |                             |                              |                              | Luigi V *~967 †987           | Luigi V *~967 †987           | Luigi V *~967 †987           | Luigi V *~967 †987           | Luigi V *~967 †987            | Luigi V *~967 †987       |                            |                            |                            |                            |                            |                            |  |  |  |  |  |  |  |  |  |  |  |  |
|  |  |  |  |  |  |  |  |                           |                           |                           |                           |                                |                                |                                |                                |                                 |                                 |                                 |                                 |                                 |                                 |                                |                                |                                        |                                        |                                        |                                        |                                        |                                        |                   |                   |                           |                           |                                 |                                 |                                 |                                 | Enrico II il Santo *~975 †1024  | Enrico II il Santo *~975 †1024  | Enrico II il Santo *~975 †1024 | Enrico II il Santo *~975 †1024 | Enrico II il Santo *~975 †1024 | Enrico II il Santo *~975 †1024 |                             |                             |                             |                             |                              |                              | Ugo Capeto                   | Ugo Capeto                   | Ugo Capeto                   | Ugo Capeto                   | Ugo Capeto                    | Ugo Capeto               |                            |                            |                            |                            |                            |                            |  |  |  |  |  |  |  |  |  |  |  |  |
|  |  |  |  |  |  |  |  |                           |                           |                           |                           |                                |                                |                                |                                |                                 |                                 |                                 |                                 |                                 |                                 |                                |                                |                                        |                                        |                                        |                                        |                                        |                                        |                   |                   |                           |                           |                                 |                                 |                                 |                                 | Enrico II il Santo *~975 †1024  | Enrico II il Santo *~975 †1024  | Enrico II il Santo *~975 †1024 | Enrico II il Santo *~975 †1024 | Enrico II il Santo *~975 †1024 | Enrico II il Santo *~975 †1024 |                             |                             |                             |                             |                              |                              | Ugo Capeto                   | Ugo Capeto                   | Ugo Capeto                   | Ugo Capeto                   | Ugo Capeto                    | Ugo Capeto               |                            |                            |                            |                            |                            |                            |  |  |  |  |  |  |  |  |  |  |  |  |
|  |  |  |  |  |  |  |  |                           |                           |                           |                           |                                |                                |                                |                                |                                 |                                 |                                 |                                 |                                 |                                 |                                |                                |                                        |                                        |                                        |                                        |                                        |                                        |                   |                   |                           |                           |                                 |                                 |                                 |                                 | Dinastia salica                 |                                 |                                |                                |                                |                                |                             |                             |                             |                             |                              |                              |                              |                              |                              |                              |                               |                          |                            |                            |                            |                            |                            |                            |  |  |  |  |  |  |  |  |  |  |  |  |